# گران (ترانه تای دولا ساین)
«گران» (انگلیسی: Expensive) ترانه‌ای از خواننده آمریکایی تای دولا ساین است. این ترانه در ۲۷ اوت ۲۰۲۰ منتشر شد. ترانه با حضور رپر آمریکایی نیکی میناژ ضبط شده است.